# Horné Zelenice
Horné Zelenice (deutsch Oberzelenitz, ungarisch Felsőzélle) ist eine Gemeinde im Westen der Slowakei mit 713 Einwohnern (Stand 31. Dezember 2024), die zum Okres Hlohovec, einem Teil des Trnavský kraj, gehört.

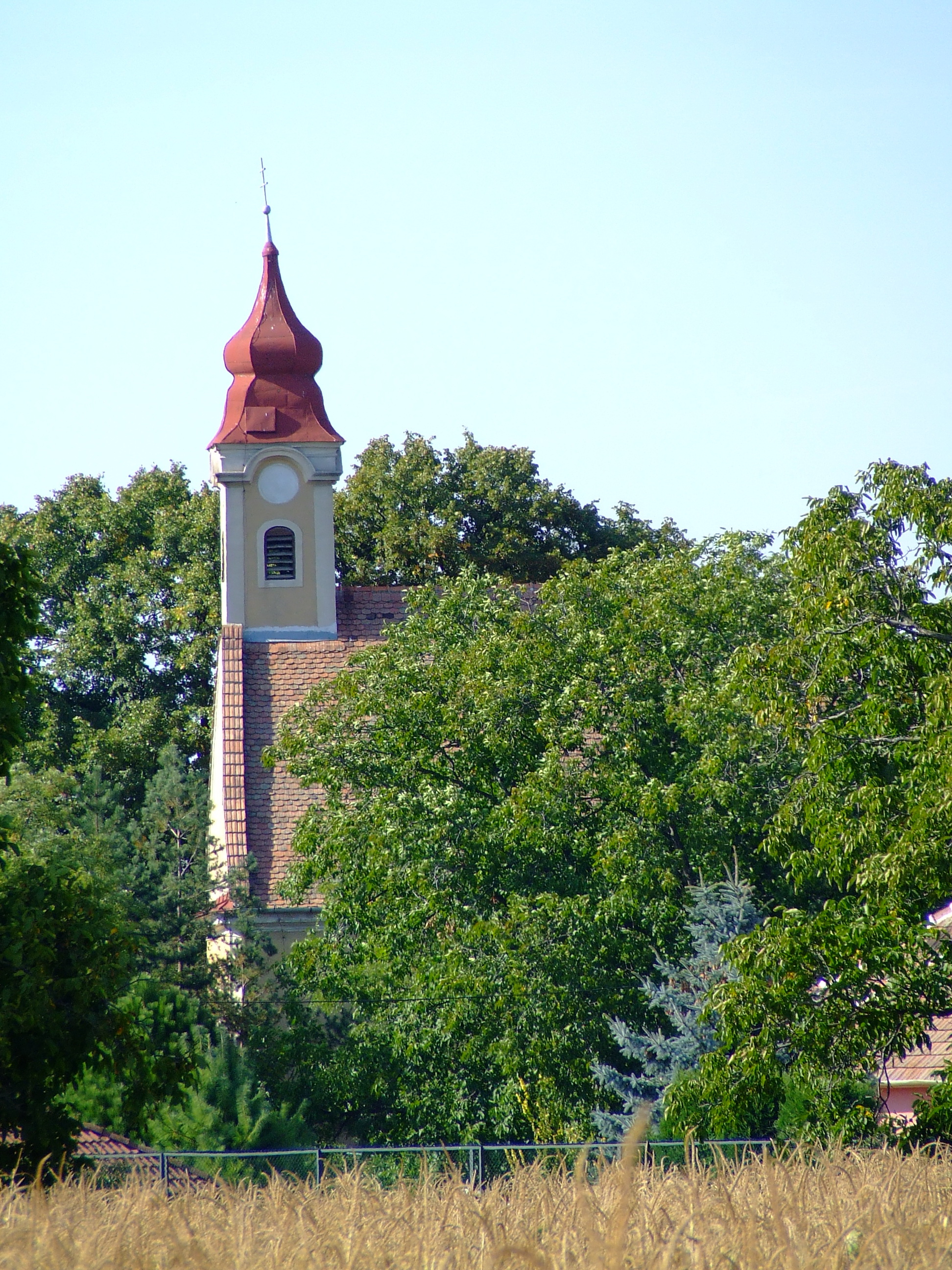
Kirche

## Geographie
Die Gemeinde befindet sich im Donauhügelland, zwischen der Waag östlich und dem Dudváh westlich des Ortes. Das Ortszentrum liegt auf einer Höhe von 138 m n.m. und ist acht Kilometer von Hlohovec entfernt.
Nachbargemeinden sind Hlohovec (inkl. Stadtteil Šulekovo) im Westen und Norden, Bojničky im Osten, Dvorníky im Südosten und Dolné Zelenice im Süden.

## Geschichte
Der Ort wurde, damals noch zusammen mit Dolné Zelenice, 1244 als Zela schriftlich erwähnt. Er war Besitz des Geschlechts Hont-Pázmány, nach 1400 Teil des Herrschaftsguts von Freistadl (heute Hlohovec), danach Besitz verschiedener adeliger Familien, unter anderen Sipeky, Rudnay, Zay, Ocskay und Brunswick. 1828 zählte man 83 Häuser und 576 Einwohner.
Bis 1918 gehörte der im Komitat Neutra liegende Ort zum Königreich Ungarn und kam danach zur Tschechoslowakei beziehungsweise heute Slowakei.
Von 1980 bis 1990 war Horné Zelenice Teil der Einheitsgemeinde Zelenice.

## Bevölkerung
| Jahr                | 1994 | 2004    | 2014    | 2024    |
| ------------------- | ---- | ------- | ------- | ------- |
| Anzahl der Personen | 627  | 655     | 706     | 713     |
| Unterschied         |      | +4,46 % | +7,78 % | +0,99 % |

| Jahr                | 2023 | 2024    |
| ------------------- | ---- | ------- |
| Anzahl der Personen | 696  | 713     |
| Unterschied         |      | +2,44 % |

Nach der Volkszählung 2011 wohnten in Horné Zelenice 673 Einwohner, davon 656 Slowaken, drei Tschechen sowie jeweils ein Magyare, Roma, Russe und Ukrainer. 10 Einwohner machten keine Angabe zur Ethnie. 309 Einwohner bekannten sich zur römisch-katholischen Kirche, 269 Einwohner zur Evangelischen Kirche A. B., zwei Einwohner zur griechisch-katholischen Kirche sowie jeweils ein Einwohner zur Bahai-Religion, zur orthodoxen Kirche und zur tschechoslowakischen hussitischen Kirche; zwei Einwohner bekannten sich zu einer anderen Konfession. 45 Einwohner waren konfessionslos und bei 43 Einwohnern wurde die Konfession nicht ermittelt.

## Bauwerke
- römisch-katholische Martinskirche aus der Hälfte des 13. Jahrhunderts, 1883 in eine dreischiffige Kirche umgebaut
- evangelische Kirche im Barockstil aus dem Jahr 1792, der Turm wurde 1803 gebaut